# Всесвітня федерація поріднених міст
Всесві́тня федера́ція порі́днених міст (ВФПМ) — міжнародна неурядова організація, метою якої є зміцнення дружніх зв'язків між містами-побратимами різних держав.

## Передісторія ВФПМ
У 1913 році на Міжнародному конгресі мистецтва будівництва мвст та організації громадської діяльності в Генті (Бельгія) було засновано Міжнародний союз міст (Union Internationale des Villes, UIV). Створення UIV та постійного офісу для комунікацій та документації інформації за муніципальними питаннями, ознаменовало народження міжнародного муніципального руху. У 1928 році UIV став Міжнародною спілкою місцевих органів влади, IULA). У 2004 році IULA, Міжнародна федерація об'єднаних міст (FMCU) та Метрополіс — домовились об'єднатись для створення єдиної організації UCLG.
Засновано ВФПМ 1957 року. Об'єднує понад 3 500 міст-побратимів з більш ніж 160 країн. Місцеперебування організації — Париж (Франція).
Від 1963 року з ініціативи ВФПМ в останню неділю квітня відзначається Всесвітній день поріднених міст.